# Adrian Voinea
Pour les articles homonymes, voir Voinea.
Adrian Voinea, né le 6 août 1974 à Focșani, est un ancien joueur roumain de tennis.
Il atteint les quarts de finale de Roland-Garros en 1995 alors qu'il est issu des qualifications et il a remporté un titre sur le circuit ATP à Bournemouth. Il a battu le no 1 mondial Thomas Muster au Masters d'Indian Wells 1996.

## Palmarès

### Titre en simple messieurs
| No | Date       | Nom et lieu du tournoi                 | Catégorie   | Dotation  | Surface      | Finaliste     | Score          |  |
| -- | ---------- | -------------------------------------- | ----------- | --------- | ------------ | ------------- | -------------- |  |
| 1  | 13-09-1999 | Bournemouth International, Bournemouth | Int' Series | 375 000 $ | Terre (ext.) | Stefan Koubek | 1-6, 7-5, 7-62 |  |

### Finale en simple messieurs
| No | Date       | Nom et lieu du tournoi                        | Catégorie    | Dotation  | Surface      | Vainqueur   | Score         |  |
| -- | ---------- | --------------------------------------------- | ------------ | --------- | ------------ | ----------- | ------------- |  |
| 1  | 23-09-1996 | Campionati Internazionali di Sicilia, Palerme | World Series | 303 000 $ | Terre (ext.) | Karim Alami | 7-5, 2-1, ab. |  |

## Parcours dans les tournois du Grand Chelem

### En simple
| Année | Open d'Australie | Open d'Australie    | Internationaux de France | Internationaux de France | Wimbledon | Wimbledon         | US Open  | US Open          |
| ----- | ---------------- | ------------------- | ------------------------ | ------------------------ | --------- | ----------------- | -------- | ---------------- |
| 1994  | —                | —                   | 1er tour (1/64)          | G. Dreekmann             | —         | —                 | —        | —                |
| 1995  | 2e tour          | Stefan Edberg       | Quart de finale          | Michael Chang            | —         | —                 | 1er tour | Sébastien Lareau |
| 1996  | 2e tour          | Thomas Enqvist      | 3e tour                  | Thomas Muster            | 1er tour  | Jason Stoltenberg | —        | —                |
| 1997  | 2e tour          | Pete Sampras        | 1er tour                 | Albert Costa             | 1er tour  | Alex Rădulescu    | 2e tour  | Andre Agassi     |
| 1998  | —                | —                   | —                        | —                        | —         | —                 | 3e tour  | Karol Kučera     |
| 1999  | 1er tour         | Wayne Black         | 1er tour                 | Byron Black              | 1er tour  | Nicolás Lapentti  | —        | —                |
| 2000  | 3e tour          | Lleyton Hewitt      | 1er tour                 | Michael Chang            | 1er tour  | Stefan Koubek     | 2e tour  | Sjeng Schalken   |
| 2001  | 1er tour         | Andreas Vinciguerra | —                        | —                        | —         | —                 | —        | —                |
| 2002  | 4e tour          | Thomas Johansson    | 2e tour                  | Vincent Spadea           | 3e tour   | Jan Vacek         | 1er tour | Carlos Moyà      |
| 2003  | 2e tour          | Andy Roddick        | 1er tour                 | Sébastien Grosjean       | 1er tour  | Agustín Calleri   | —        | —                |

N.B. : à droite du résultat se trouve le nom de l'ultime adversaire.